# Dysidea variabilis
Dysidea variabilis är en svampdjursart som först beskrevs av Duchassaing och Giovanni Michelotti 1864.  Dysidea variabilis ingår i släktet Dysidea och familjen Dysideidae. Inga underarter finns listade i Catalogue of Life.